# 7.5cm FK 7M85
7.5cm FK 7M85（ドイツ語：7,5 cm Feldkanone 7M85）とは、第二次世界大戦末期にナチス・ドイツが使用した対戦車砲兼用の野砲である。

## 概要
1944年、ドイツは対戦車砲と兼用可能でかつ生産性の高い野砲を必要としていた。そこで、7.5 cm PaK 40対戦車砲の砲身と駐退復座機を、10.5 cm leFH 18/40の砲架を組み合わせて設計されたのが7.5cm FK 7M85である。
10.5cm leFH 18/40の砲架は7.5cm PaK 40の砲架を改良したものであるため、FK 7M85はPaK 40の仰角を向上させた改良型とも言えるものである。

## スペック
- 口径：75mm
- 全長：3.7m
- 全幅：m
- 重量：1,788kg
- 砲身長：2,471mm (口径)
- 仰俯角：-5°~+42°
- 左右旋回角：30°30′
- 運用要員：名
- 発射速度：発/分（最大）
- 射程：12,075m
- 生産期間：年~年
- 生産総数：門